# Acosma
Acosma is een geslacht van vlinders van de familie van de Houtboorders (Cossidae). De wetenschappelijke naam en de beschrijving van dit geslacht zijn voor het eerst gepubliceerd in 2011 door Roman Viktorovitsj Jakovlev.

## Soorten
- Acosma allardi Yakovlev, 2020
- Acosma equatorialis (Yakovlev, 2011)
- Acosma gurkoi Yakovlev, 2011
- Acosma stanleyi Yakovlev, 2019